# Altay, Xinjiang
Altay är en prefektur i Xinjiang-regionen i nordvästra Kina. Prefekturen har en kazakhisk befolkningsmajoritet och lyder under prefekturen Ili.

## Administrativ indelning
Prefekturen Altay är indelad i en stad på häradsnivå och sex härad:
| Karta                | Karta      | Karta     | Karta         | Karta                  | Karta                     | Karta             | Karta      | Karta                    |
| -------------------- | ---------- | --------- | ------------- | ---------------------- | ------------------------- | ----------------- | ---------- | ------------------------ |
|                      |            |           |               |                        |                           |                   |            |                          |
| Nr                   | Namn       | Kinesiska | Pinyin        | Uiguriska (kona yezik̡) | Uigur-latin (yengi yezik̡) | Befolkning (2010) | Area (km²) | Befolkningstäthet (/km²) |
| Städer på häradsnivå |            |           |               |                        |                           |                   |            |                          |
| 1                    | Altay      | 阿勒泰市  | Ālètài shì    | ئالتاي شەھىرى          | Altay shehiri             | 190 064           | 10 852     | 17,5                     |
| Härader              |            |           |               |                        |                           |                   |            |                          |
| 2                    | Burqin     | 布尔津县  | Bù'ěrjīn xiàn | بۇرچىن ناھىيىسى        | Burchin nahiyisi          | 66 758            | 10 369     | 6,4                      |
| 3                    | Koktokay   | 富蕴县    | Fùyùn xiàn    | خْكتْكاَي ناھىيىسى        | Koktokay nahiyisi         | 87 886            | 32 327     | 2,7                      |
| 4                    | Burultokay | 福海县    | Fúhǎi Xiàn    | بۇرۇلتوقاي ناھىيىسى    | Burultoqay nahiyisi       | 81 845            | 33 319     | 2,4                      |
| 5                    | Kaba       | 哈巴河县  | Hābāhé xiàn   | قابا ناھىيىسى          | Qaba nahiyisi             | 82 507            | 8 186      | 10                       |
| 6                    | Qinggil    | 清河县    | Qīnghé xiàn   | چىڭگىل ناھىيىسى        | Chinggil Nahiyisi         | 58 858            | 15 790     | 3,7                      |
| 7                    | Jeminay    | 吉木乃县  | Jímùnǎi Xiàn  | جېمىنەي ناھىيىسى       | Jéminey Nahiyisi          | 35 365            | 7 145      | 4.9                      |